# جاك إيلدر
جاك إيلدر (بالإنجليزية: Jack Elder)‏ هو سياسي نيوزلندي، ولد في 3 يوليو 1949. حزبياً، نشط في حزب العمال النيوزيلندي. وقد انتخب عضو مجلس النواب نيوزيلندا.